# Мідорі (Ґумма)

36°23′41″ пн. ш. 139°16′52″ сх. д. / 36.39472° пн. ш. 139.28111° сх. д.
Мідо́рі (яп. みどり市, みどりし, МФА: [mʲidoɾʲi ɕi̥]) — місто в Японії, в префектурі Ґумма.

## Короткі відомості
Розташоване в східній частині префектури, в басейні річки Ватарасе. Зі сходу і заходу оточене містом Кірю. Виникло на основі декількох сільських поселень раннього нового часу. Засноване 27 березня 2006 року шляхом злиття містечок Касакаке, Омама й Адзума. Основою економіки є виготовлення електротоварів, комерція. В місті розташована цінна археологічна пам'ятка — стоянка Івадзюку, відкриття якої стало поштовхом для розвитку палеолітичних досліджень в Японії. Станом на 1 жовтня 2007 площа міста становила 208,23 км². Станом на 1 серпня 2008 населення міста становило 51 810 осіб.

## Уродженці
- Оя Аюмі (* 1994) — японська футболістка.